# Districte de Kirehe
El districte de Kirehe és un akarere (districte) de la província de l'Est, a Ruanda amb capital a la ciutat de Rusumo.

## Geografia i turisme
El districte comprèn àrees situades a l'extrem sud-est de Rwanda, limítrofs amb Tanzània i Burundi. La seva característica més destacable són les Cascades Rusumo, les cascades del riu Kagera, que ha estat clau per a la història ruandesa.
El districte es caracteritza per sabana, acàcia i pocs boscos naturals, aquests i l'existència del riu Kagera contribueixen a un clima temperat a la regió.

## Sectors
El districte de Kirehe està dividit en 12 sectors (imirenge): Gahara, Gatore, Kigarama, Kigina, Kirehe, Mahama, Mpanga, Musaza, Mushikiri, Nasho, Nyamugari, Nyarubuye.